# Diaptomus trybomi
Diaptomus trybomi är en kräftdjursart som beskrevs av Lilljerborg. Diaptomus trybomi ingår i släktet Diaptomus och familjen Diaptomidae. Inga underarter finns listade i Catalogue of Life.